# Алексеј Бјелогрлић
Алексеј Бјелогрлић (30. април 2000) српски је глумац.

## Биографија

### Каријера
Алексеј Бјелогрлић је прву улогу остварио 2010. године у редитељском првенцу његовог оца Драгана, филму Монтевидео, Бог те видео!, у коме је тумачио малог Александра Тирнанића Тиркета. Први позоришни наступ имао је 4. октобра 2015. на сцени Народног позоришта у Београду, у комаду Добро памтим све, који је његов отац режирао поводом обележавања седам деценија постојања ФК Партизан. Након што је завршио Четрнаесту београдску гимназију, у лето 2019. је уписао глуму на Факултету драмских уметности у Београду и студира у класи професора Драгана Петровића Пелета. Од 31. августа 2021. је члан Југословенског драмског позоришта.

### Приватни живот
Отац му је глумац, редитељ, сценариста и продуцент Драган Бјелогрлић, а мајка Маја Бјелогрлић (девојачко Банићевић), која се бавила и манекенством. Има старију сестру Мију, која је по занимању политиколошкиња и продуценткиња.
Навијач је Партизана.

## Улоге

### Позоришне представе
| Наслов                      | Улога      | Редитељ           | Позориште                       | Премијера           |
| --------------------------- | ---------- | ----------------- | ------------------------------- | ------------------- |
| Добро памтим све            | син Дејан  | Драган Бјелогрлић | Народно позориште у Београду    | 4. октобар 2015.    |
| Широка земља                | Ото        | Марко Манојловић  | Југословенско драмско позориште | 26. септембар 2021. |
| Загреб—Београд виа Сарајево | Иво Андрић | Горчин Стојановић | Југословенско драмско позориште | 21. новембар 2021.  |
| Чудо у Шаргану              | Танаско    | Јагош Марковић    | Југословенско драмско позориште | 2. април 2022.      |

### Филмографија
| Год.       | Назив                      | Улога                | Напомена         |
| ---------- | -------------------------- | -------------------- | ---------------- |
| 2010-е     |                            |                      |                  |
| 2010.      | Монтевидео, Бог те видео!  | мали Тирке           |                  |
| 2012.      | Монтевидео, Бог те видео!  | десетогодишњи Тирке  | ТВ серија, 2 еп. |
| 2018.      | Жигосани у рекету          | Урош                 | ТВ серија, 3 еп. |
| 2019—2020. | Сенке над Балканом         | Станислав (Бензинац) | ТВ серија, 9 еп. |
| 2020-е     |                            |                      |                  |
| 2020—2023. | Јужни ветар                | Лепи                 | ТВ серија, 8 еп. |
| 2024.      | Време смрти                | Данило Протић        | ТВ серија        |
| 2024.      | Недеља                     | Мића Совтић          |                  |
| 2024.      | Недеља (ТВ серија)         | Мића Совтић          |                  |
| 2022—2025. | Мама и тата се играју рата | Марко                | ТВ серија, 9 еп. |
| 2025.      | Златни рез 42              | Ловро                |                  |
| 2025.      | Дјеца Козаре               | Ловро                | ТВ серија        |
| 2025.      | Сапун (филм)               | Димитрије            |                  |